# Miletich Point
Miletich Point är en udde i Antarktis. Den ligger i Sydshetlandsöarna. Argentina, Chile och Storbritannien gör anspråk på området.
Terrängen inåt land är kuperad åt sydost, men åt nordväst är den platt. Havet är nära Miletich Point åt nordväst. Trakten är glest befolkad. Närmaste befolkade plats är Maldonado Station, 10,0 kilometer öster om Miletich Point. 